# Władysław Budzik
Władysław Budzik (ur. 31 marca 1914 w Cisiu, zm. ?) – polski górnik, poseł na Sejm PRL III, IV i V kadencji.

## Życiorys
Uzyskał wykształcenie podstawowe, z zawodu górnik. Przewodniczył Radzie Zakładowej Przedsiębiorstwa Kopalni Rudy Żelaza „Dźbów”, był także członkiem Gromadzkiej Rady Narodowej. W 1961, 1965 i 1969 uzyskiwał mandat posła na Sejm PRL z ramienia Polskiej Zjednoczonej Partii Robotniczej w okręgu Częstochowa. W trakcie III kadencji zasiadał w Komisji Handlu Wewnętrznego, następnie w IV i V w Komisji Przemysłu Ciężkiego, Chemicznego i Górnictwa.

## Odznaczenia
- Krzyż Kawalerski Orderu Odrodzenia Polski
- Złoty Krzyż Zasługi
- Srebrny Krzyż Zasługi
- Brązowy Krzyż Zasługi
- Medal Niepodległości
- Medal 10-lecia Polski Ludowej
- Odznaka 1000-lecia Państwa Polskiego (1966)[1]